# Finnischer Tango
Der Finnische Tango ist die Bezeichnung für eine Variante des Tango.

## Einordnung
Der Finnische Tango ähnelt dem Tango Argentino der 1930er Jahre, allerdings steht die finnische Version häufiger in Moll statt in Dur und hat eher absteigende als aufsteigende Melodien. Die Texte werden meist auf Finnisch, gelegentlich auf Schwedisch oder auch auf Deutsch oder Spanisch gesungen.
Neben Humppa und anderen Paartänzen ist Tango in Finnland bei vor 1960 Geborenen sehr weit verbreitet. Aber auch junge Leute beherrschen heute oft noch die Grundschritte des Tangos. Der finnische Tango wird nicht als kunstvoller Tanz südamerikanischer Art getanzt. Die Tanzpaare bewegen sich meist im Grundschritt; der Tanz gilt nicht als Performance, sondern als Freizeitvergnügen.
Der finnische Regisseur Aki Kaurismäki benutzt gerne finnischen Tango als Teil seiner Filmmusik. Über den Tango urteilte er: „Der Tango ist nun mal unsere Nationalmusik.“

## Geschichte
Ende des 19. Jahrhunderts entstand der Tango in Südamerika. Kurz vor Ausbruch des Ersten Weltkrieges war Europa von einem „Tangofieber“ erfasst, das auch Finnland erreichte, damals Teil des Kaiserreichs Russland.
Im Winterkrieg 1939/40, während des Überfalls der UdSSR auf das inzwischen unabhängige Finnland, bot die melancholische Kraft und dynamische Leidenschaft des Tangos, den zu tanzen von der Regierung sogar verboten wurde, ein Ventil für die Bevölkerung. Vom Komponieren allerdings ließ sich das Volk nicht abhalten; so entstand ein eigener Musikstil voller Poesie, Trauer und Tiefe. 
Toivo Kärkis Siks’ oon mä suruinen („Deshalb bin ich traurig“; dt. Version: So traurig und allein) leitete zur Zeit des Zweiten Weltkrieges die erste Hochblüte des finnischen Tangos ein. Toivo Kärki (1915–1992), ursprünglich Jazzmusiker, verband die Sentimentalität russischer Romanzen mit dem Rhythmus deutscher Marschmusik.
Nachdem in den 1960er-Jahren die zweite, kurze Blüte von Musikwissenschaftlern als Trotzreaktion der finnischen Landbevölkerung auf die angloamerikanische „Stahldrahtmusik“ abgetan worden ist, hat sich der Tango sowohl in der Stadt als auch auf dem Land auf Dauer durchgesetzt. In den 1980er Jahren begann die dritte Blüte des finnischen Tangos, die bis heute anhält.
Tangomusik wurde in neuerer Zeit in Restaurants und Tanzlokalen, auf den Fährschiffen nach Schweden und Estland, vor allem aber an den Wochenenden im Sommer beim sogenannten „Lavatanssi“ (Tanz auf dem Bretterboden) gepflegt. Die zahlreichen Tanzbands spielen üblicherweise abwechselnd je zwei Stücke Tango, Humppa, Jenkka und Walzer, dazu eventuell Schlager, Latin und tanzbare Pop- bzw. Rocktitel. Tango wird aber auch nach wie vor auf dem Akkordeon gespielt. Bei festlichen Gelegenheiten, Dorffesten, aber auch in Fußgängerzonen ist der Tango anzutreffen.
Wichtige Interpreten und Interpretinnen des finnischen Tango sind u. a.
- Olavi Virta
- Topi Sorsakoski
- Eino Grön
- Reijo Taipale
- Pasi Kaunisto
- M. A. Numminen

Die beiden einflussreichsten Komponisten waren Toivo Kärki (schrieb auch unter verschiedenen Pseudonymen) und Unto Mononen. Andere Komponisten sind Pentti Viherluoto, Walter Rae und Rauno Lehtinen.
Harri Kaitila, der finnische Tangotenor, überträgt seit 1999 finnische Tangos ins Deutsche. Vor ihm hat bereits M. A. Numminen ausgewählte Tangos, mit ironischem Unterton, in deutscher Sprache interpretiert. Auch Timo Valtonen gilt als aktuell bedeutender Vertreter des finnischen Tangos im europäischen Ausland, insbesondere in Deutschland. Als „Kulturbotschafter“ Finnlands zelebriert der charismatische Sänger und Entertainer mit seiner Formation Tangon Taikaa den traditionellen finnischen Tango mit modernen Einflüssen aus dem Jazz oder der Weltmusik. Das Frankfurter Ensemble Bändi ist eine deutsche Band, die finnischen Tango spielt mit neuen, eigenen Arrangements der Klassiker des finnischen Tangos. Ihre 2007 erschienene Debüt-CD Satumma-finnischer Tango gilt als die erste Einspielung finnischer Tangos einer deutschen Band überhaupt.

## Tangomarkt in Seinäjoki
Während einer Woche im Juli findet in Seinäjoki der Tangomarkt (Tangomarkkinat) statt. Zu diesem Anlass  kommen seit 1985 Zigtausende Besucher aus aller Welt in die Stadt. Auf dem großen Festival um den Tango entwickelte sich insbesondere ein Schlagerwettbewerb. Als dessen Gewinner werden eine Tangokönigin und ein Tangokönig gekürt, zuweilen nur ein König oder eine Königin. Der Titel bildete häufig den Auftakt zu einer Karriere als Tango- und Schlagerinterpret, gelegentlich auch für die Tangoprinzessinnen und -prinzen (die Zweitplatzierten).
| Tangokönige und Tangoköniginnen seit Beginn 1985 | Tangokönige und Tangoköniginnen seit Beginn 1985 | Tangokönige und Tangoköniginnen seit Beginn 1985 | Tangokönige und Tangoköniginnen seit Beginn 1985 | Tangokönige und Tangoköniginnen seit Beginn 1985 | Tangokönige und Tangoköniginnen seit Beginn 1985 | Tangokönige und Tangoköniginnen seit Beginn 1985 | Tangokönige und Tangoköniginnen seit Beginn 1985 | Tangokönige und Tangoköniginnen seit Beginn 1985 |
| Jahr                                             | König                                            | Königin                                          | Jahr                                             | König                                            | Königin                                          | Jahr                                             | König                                            | Königin                                          |
| ------------------------------------------------ | ------------------------------------------------ | ------------------------------------------------ | ------------------------------------------------ | ------------------------------------------------ | ------------------------------------------------ | ------------------------------------------------ | ------------------------------------------------ | ------------------------------------------------ |
| 1985                                             | Kauko Simonen                                    | –                                                | 2005                                             | Saska Helmikallio                                | Kati Fors                                        | 2025                                             |                                                  |                                                  |
| 1986                                             | Teuvo Oinas                                      | –                                                | 2006                                             | Marko Lämsä                                      | Elina Vettenranta                                |                                                  |                                                  |                                                  |
| 1987                                             | Harri Lahti                                      | Arja Sipola                                      | 2007                                             | Henri Stenroth                                   | Jenna Bågeberg                                   |                                                  |                                                  |                                                  |
| 1988                                             | Kari Piironen                                    | Kirsi Rissanen                                   | 2008                                             | Jukka Hallikainen                                | Hanna Talikainen                                 |                                                  |                                                  |                                                  |
| 1989                                             | Risto Nevala                                     | Arja Koriseva                                    | 2009                                             | Amadeus Lundberg                                 | –                                                |                                                  |                                                  |                                                  |
| 1990                                             | Jouni Raitio                                     | Jaana Lammi                                      | 2010                                             | Marko Maunuksela                                 | –                                                |                                                  |                                                  |                                                  |
| 1991                                             | Jaska Mäkynen                                    | Kaija Pohjola                                    | 2011                                             | –                                                | Mervi Koponen                                    |                                                  |                                                  |                                                  |
| 1992                                             | Mika Pohjonen                                    | Eija Kantola                                     | 2012                                             | Pekka Mikkola                                    | –                                                |                                                  |                                                  |                                                  |
| 1993                                             | Sebastian Ahlgren                                | Merja Raski                                      | 2013                                             | Kyösti Mäkimattila                               | Heidi Pakarinen                                  |                                                  |                                                  |                                                  |
| 1994                                             | Sauli Lehtonen                                   | Tiina Räsänen                                    | 2014                                             | Teemu Roivainen                                  | Maria Tyyster                                    |                                                  |                                                  |                                                  |
| 1995                                             | Jari Sillanpää                                   | Marita Taavitsainen                              | 2015                                             | Aki Samuli                                       | Susanna Heikki                                   |                                                  |                                                  |                                                  |
| 1996                                             | Tomi Markkola                                    | Saija Varjus                                     | 2016                                             | Marco Lundberg                                   | Erika Vikman                                     |                                                  |                                                  |                                                  |
| 1997                                             | Matti Korkiala                                   | Niina Päivänurmi                                 | 2017                                             | Teijo Lindström                                  | Aino Niemi                                       |                                                  |                                                  |                                                  |
| 1998                                             | Jouni Keronen                                    | Kirsi Ranto                                      | 2018                                             | Jarno Kokko                                      | Saana Sassali                                    |                                                  |                                                  |                                                  |
| 1999                                             | Petri Hervanto                                   | Taina Kokkonen                                   | 2019                                             | Johannes Vatjus                                  | Pirita Niemenmaa                                 |                                                  |                                                  |                                                  |
| 2000                                             | Antti Raiski                                     | Mira Kunnasluoto                                 | 2020                                             | –                                                | –                                                |                                                  |                                                  |                                                  |
| 2001                                             | Erkki Räsänen                                    | Mira Sunnari                                     | 2021                                             | –                                                | –                                                |                                                  |                                                  |                                                  |
| 2002                                             | Mikko Kilkkinen                                  | Johanna Pakonen                                  | 2022                                             | Keijo Hietikko                                   | Heta Halonen                                     |                                                  |                                                  |                                                  |
| 2003                                             | Kari Hirvonen                                    | Saija Tuupanen                                   | 2023                                             | Pasi Flodström                                   | Charlotta Saari                                  |                                                  |                                                  |                                                  |
| 2004                                             | Tommi Soidinmäki                                 | Johanna Debreczeni                               | 2024                                             | Harri Hautaniemi                                 | Miia Laitinen                                    |                                                  |                                                  |                                                  |